# Cassandra Nunatak
Cassandra Nunatak är en nunatak i Antarktis. Den ligger i Västantarktis. Argentina, Chile och Storbritannien gör anspråk på området. Toppen på Cassandra Nunatak är 425 meter över havet.
Terrängen runt Cassandra Nunatak är kuperad åt nordväst, men åt sydost är den bergig. Trakten är obefolkad. Det finns inga samhällen i närheten. 